# Cyperus costaricensis
Cyperus costaricensis är en halvgräsart som beskrevs av Gómez-laur.. Cyperus costaricensis ingår i släktet papyrusar, och familjen halvgräs. Inga underarter finns listade i Catalogue of Life.